# Theodore Millon
Theodore Millon (ur. 18 sierpnia 1928, zm. 29 stycznia 2014) – amerykański psycholog.
Jego dorobek obejmuje prace z dziedziny psychopatologii. Napisał bądź objął redakcją ponad 30 książek oraz tworzył bądź współtworzył ponad 100 rozdziałów książkowych i artykułów badawczych. Położył zasługi na polu badania i klasyfikacji zaburzeń osobowości.